# Eunice coccinioides
Eunice coccinioides är en ringmaskart som beskrevs av Augener 1922. Eunice coccinioides ingår i släktet Eunice och familjen Eunicidae. Inga underarter finns listade i Catalogue of Life.